# Lawrence Kohlberg
Lawrence Kohlberg (Bronxville, New York, 1927. október 25. – Boston, Massachusetts, 1987. január 19.) zsidó származású amerikai pszichológus, a New York-i Bronxwille-ben született, a Chicagói Egyetem és a Harvard professzoraként is tevékenykedett. Kutatásaiban az erkölcsi neveléssel és érveléssel foglalkozott, ő írta le a legismertebb erkölcsi fejlődési szakaszok elméletét. Követője volt Jean Piaget kognitív fejlődési elméletének. Kohlberg munkájában Jean Piaget elgondolásait tükrözte vissza és terjesztette ki, ezzel új tereket nyitva az erkölcsi fejlődés témakörének a pszichológiában. Olyan kutatók, mint Elliot Turiel vagy James Rest reagáltak Kohlberg munkájára. Kohlberg a 20. század harminc legkiemelkedőbb pszichológusainak egyike.

## Az erkölcsi fejlődés szakaszai
Az 1958-as disszertációjában Kohlberg már megírta azt, amit ma Kohlberg erkölcsi fejlődési szakaszainak nevezünk. Ezen szakaszok megfelelően kigondolt szintjei megmagyarázzák az erkölcsi érvelést. Kohlberg ezt az elméletét a Chicagói Egyetemen folytatott tanulmányai során dolgozta ki. Jean Piaget munkássága és a gyerekek elbűvölő reakciói inspirálták az erkölcsi dilemmák megalkotásában. Kohlberg javasolta a „szókratészi” erkölcsi fejlődés alkalmazását és megerősítette Dewey ötletét, miszerint az oktatás során a fejlődés a cél. Körvonalazta azt is, hogy a tanárok tudattalanul is befolyásolják a gyermekek erkölcsi fejlődését. Valamint megfogalmazta, hogy a közoktatási intézményekben a morális fejlődés összeegyeztethető az iskolai szabályzattal.
Elmélete tartalmazza a morális érvelést, amely erkölcsi viselkedésen alapszik, ennek hat fejlődéstanilag és szerkezetileg elkülöníthető szakasza van – minden szakasz eggyel kielégítőbb választ ad az erkölcsi dilemmákra az előző szintnél. Tanulmányaiban Kohlberg követte az erkölcsi ítéletek fejlődését, amelynek hátterében Piaget korábbi tanulmányai állnak. Piaget szintén logikai és erkölcsi fejlődés alapján különítette el egymástól a szerkezeti szakaszokat. Ennek az alapján úgy határozta meg, hogy az erkölcsi fejlődés folyamata elsősorban az igazságon keresztül bontakozik ki, és ez a fejlődés egy egész életen át folytatódik; még ha ez a dialógus számos kutatás filozófiai következménye is.
Kohlberg a morális érveket a morális dilemmák segítségével mutatta be. Miután kategorizálta és osztályozta a válaszban adott okokat, hat különálló szakaszt különböztetett meg, amit további három szintre bontott: pre-konvencionális, konvencionális és poszt-konvencionális szint. Minden szint két szakaszt tartalmaz. Ezek a szakaszok nagy mértékben befolyásoltak másokat, és hasznosította őket, például James Rest a Kimenet Meghatározó Teszt (Defining Issues Test) során, 1979-ben.

## Halála
Kohlberget egy trópusi parazita támadta meg 1971-ben a belizei interkulturális munkája során, aminek eredményeként depresszióval és fizikai fájdalmakkal küzdött hátralévő életében. 1987. január 19-én a Massachusetts-i kórházból, ahol kezelték egy napos eltávozást kért, és állítólag úgy követett el öngyilkosságot, hogy a mélybe vetette magát a bostoni kikötőbe.

## Magyarul
Lawrence Kohlbergnek az igazságosságra vonatkozó ítéletek hat szakaszáról írt tanulmánya bekerült egy fejlődéslélektani egyetemi olvasókönyvbe 1997-ben.

## Angol és német nyelven kiadott munkái magyar közkönyvtárakban (válogatás)
- Programs of early education : The constructivist view / Rheta DeVries with Lawrence Kohlberg. New York, 1987 London : Longman. 423 p. ISBN 0-582-28301-9
- Child psychology and childhood education : A cognitive-developmental view / Lawrence Kohlberg [et al.] New York, 1987 London : Longman. 452 p. ISBN 0-582-28302-7
- Die Psychologie der Moralentwicklung / Lawrence Kohlberg ; hrsg. von Wolfgang Althof unter Mitarb. von Gil Noam und Fritz Oser. Frankfurt/M : Suhrkamp, 1996. 564 p. (Suhrkamp Taschenbuch Wissenschaft ; 1232.) ISBN 3-518-28832-6

## Lásd még
- Jean Piaget